# JK Tabasalu
JK Tabasalu is een Estische voetbalclub uit Tabasalu, een dorp in de gemeente Harku. De club is opgericht in 2012. Thuiswedstrijden worden gespeeld in de Tabasalu Arena en de traditionele clubkleur is blauw. 

## Geschiedenis
De club is opgericht op 23 november 2012. De eerste zes seizoenen was de club actief op de laagste drie niveaus. Hier was de club constant actief aan de bovenkant van de competities. Ondanks een derde plek werd in 2018 alsnog voor het eerst promotie bemachtigd naar de Esiliiga B, het huidige derde niveau van Estland. Het derde team van Paide Linnameeskond werd dat seizoen echter kampioen, maar omdat jongerenelftallen niet kunnen promoveren mocht de club naast Viimsi JK promoveren naar het derde niveau. Na enkele jaren actief te zijn geweest op het derde niveau werd in 2022 promotie behaald naar de Esiliiga. In 2023 is de club voor het eerst in de geschiedenis actief op het tweede niveau. Na twee seizoenen werd de ploeg in 2024 tiende aan het eind van de competitie waardoor het terug degradadeerde naar de Esiliiga B.
De onder-21 afdeling van de club is actief in de amateurdivisies van Estland.

## Eindklasseringen vanaf 2012
| 2 |

| 2 |

| 6 |

| 5 |

| 3 |

| 3 |

| 7 |

| 4 |

| 6 |

| 2 |

| 5 |

| 10 |

| Esiliiga | Esiliiga B | II liiga | Niveau 5/6 |